# Мармадюк (филм, 2022)
„Мармадюк“ (на английски: Marmaduke) е компютърна анимация от 2022 г. на режисьора Марк Дипе, базирана на едноименния комикс, написан от Брад и Пол Андерсън. Това е вторият пълнометражен филм след игралния филм от 2010 г. Озвучаващият състав се състои от Пийт Дейвидсън, Джей Кей Симънс и Дейвид Кьохнер. Пуснат е от SC Films в международни страни и по „Нетфликс“ в Съединените щати на 6 май 2022 г. и за разлика от филма през 2010 г., филмът не е разпространен от „Туентиът Сенчъри Фокс“.

## Озвучаване
- Пийт Дейвидсън – Мармадюк
- Джей Кей Симънс – Зевс
- Дейвид Кьохнер – Фил Уинслоу
- Брайън Хъл – Гай Хилтън
- Ерин Фицджералд – Барбара Уинслоу
- Джули Нейтънсън – Доти Уинслоу
- Тери Дъглас – Били Уинслоу
- Мери Харт – Водещ
- Шелби Янг – Шантрел
- Стивън Стантън – Крал Тут
- Андрю Моргардо – Хенри
- Таня Гуняди – Мажоретка

## В България
В България филмът излиза по кината на „Про Филмс“ от 4 ноември 2022 г.